# マセラティ・カムシン
カムシン（Khamsin ）はイタリアのマセラティで開発、1973年から1982年まで生産された高級スポーツカー。マセラティ・ギブリの後継モデルにあたる。
車名の由来はエジプトの砂漠地帯において季節的に吹き荒れる熱く激しい風、砂嵐「ハムシン」。

## 概要
1972年、トリノモーターショーのベルトーネのブースにてボディデザイン初披露、翌年の1973年のパリモーターショーにてマセラティのマークを冠された『Khamsin』としてプロトタイプが発表された。本格生産は1974年から始まる。開発コードはティーポ120（Tipo120 ）。
デザインはベルトーネ時代のマルチェロ・ガンディーニが担当。当時のガンディーニらしく全体的にカッチリとまとめられ、鋭角的に張り出したサイドのエッジが、フロントノーズ先端から緩やかに曲線を描きながらテール後端まで真っ直ぐ伸びるウェストラインが特徴で、全体的にシャープな印象を与えている。ボンネット上は左右非対称のルーバーが真横に切られていることで幾何学的なサーフェイスを見せる。特筆すべきはテール面にガラスパネルが嵌め込まれており、テールランプ、マセラティマークを残して透明になっているため、非常に後方視界が良い。これは駐車などで後進する際には極めて有効で、このようなデザイン上の工夫がなされているのも大きな特徴となっている。
尚、USモデルにはTバールーフ仕様もある。インテリアは総革張りで、先代ギブリと同じくラグジュアリー志向の強い内装となっている。シートは2+2で、極めて小さな後席が設けられている。
シャシーは鋼管サブフレーム＋金属パネル。エンジンはギブリSSと同じ4,930cc DOHC 90°V8エンジンで、エンジンをフロントに積むFRレイアウト。最高出力 320英馬力/5,500rpm、最大トルク 49kgm/4,000rpmを生み、最高速度 275km/h、0-60mph加速（60mph = 96.6km/h）7.3秒を誇った。
当時親会社にあったシトロエンの高圧油圧システムを使用し、ブレーキ、クラッチ、リトラクタブルヘッドライト、パワーステアリング、シート・ヘッドレストリクライニングを動作させた。（この油圧システムは当時としては非常に高度な機能を持つ油圧回路ではあったが、反面極めて高い油圧を維持するためにエンジンのパワーロスは避けられず、また高い油圧が原因でオイル漏れが頻発。結局この油圧システムを採用した車は当時の水準から見てもかなり信頼性の低いものであった。）
1976年〜1977年、フロントノーズ部分にルーバーが追加される等、内装、ボディ共に多少のマイナーチェンジを受ける。
1982年生産終了。優れたデザイン、良好なエンジンを持ちながら、第一次オイルショックの煽りを受け、また前述の信頼性の低さもあって総生産台数430台に留まった。

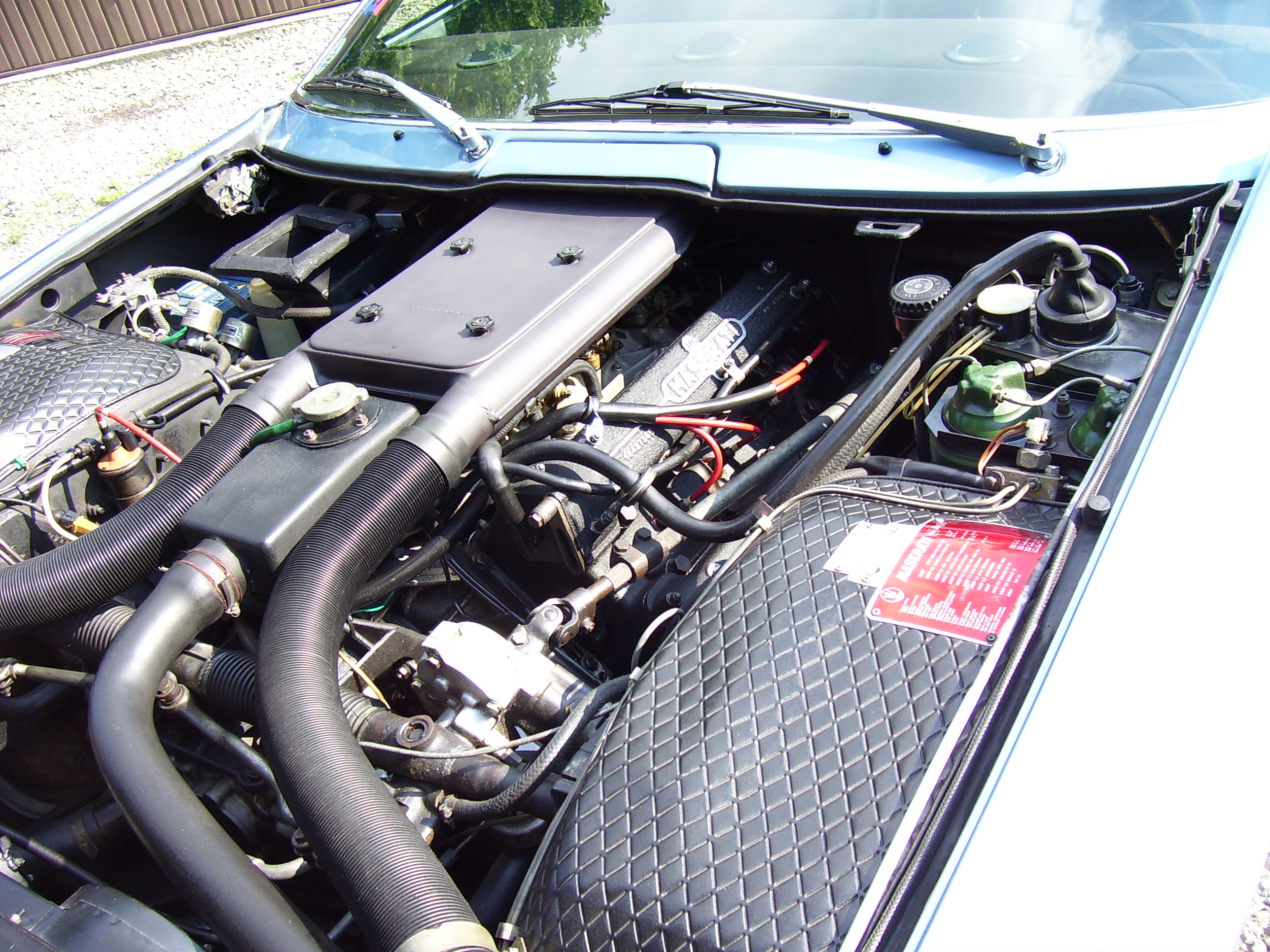
エンジン
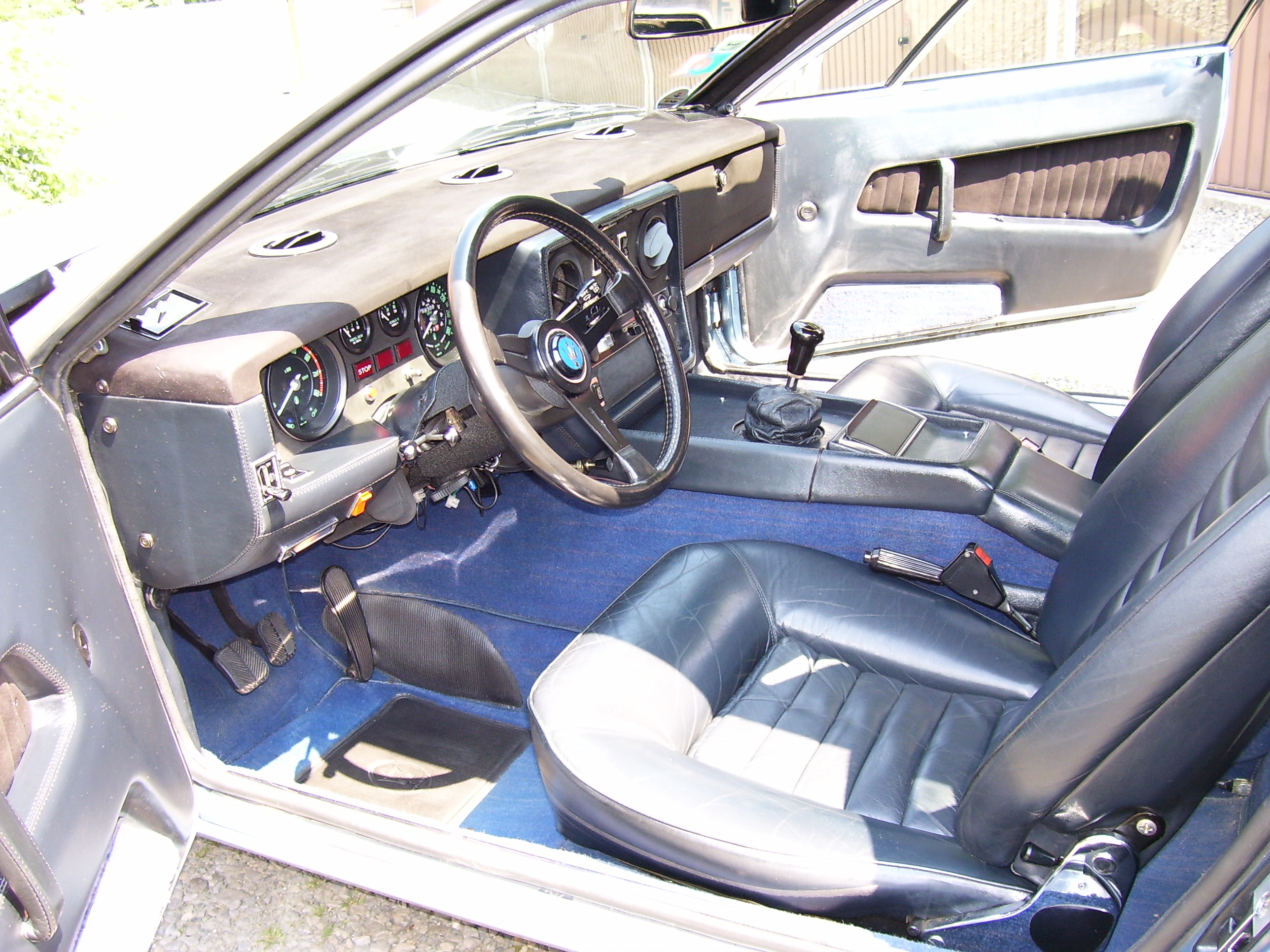
インテリア
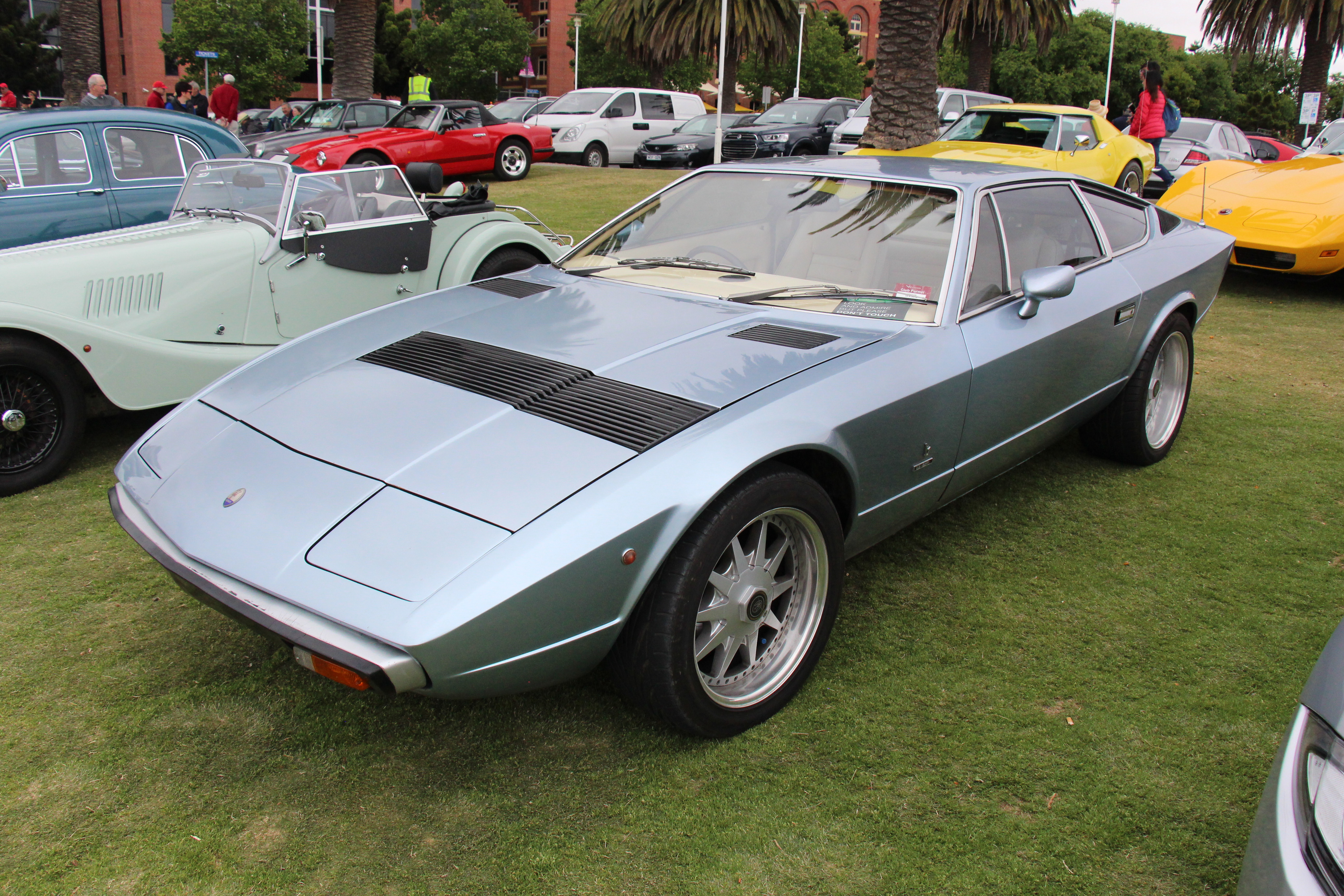
前期型